# Forfona
Forfona fu un antico villaggio situato in Abruzzo, lungo la via Claudia Nova.
Nel XIII secolo è stato uno dei castelli che hanno partecipato alla fondazione dell'Aquila.

## Geografia

### Territorio
Il castello di Forfona era situato nella valle dell'Aterno, a circa 855 metri s.l.m., tra gli attuali abitati di Barisciano, Poggio Picenze e San Demetrio ne' Vestini. La posizione era particolarmente strategica poiché al confine tra l'area dei Sabini (Amiternum) e l'area dei Vestini (Peltuinum), direttamente sul Regio tratturo, ricalcante la via Claudia Nova, che conduceva dalla conca aquilana sino al mare Adriatico.

## Storia
L'abitato si origina in età romana come vicus dipendente da Peltuinum e avente la denominazione di Furfo, o Furfone. In analogia alla mansio Furfane situata in Apulia, il nome deriverebbe dalla radice in lingua osca forf- («fangoso», «melmoso») riferibile alla tipologia di terreno.
Di quest'epoca rimane una lapide dedicata a Iovis liberi («Giove libero») datata al 13 luglio del 58 a.C. e oggi nella collezione del museo archeologico di Santa Maria dei Raccomandati all'Aquila. A partire dal VI secolo, il vicus va in decadenza e si assiste ad un progressivo abbandono della popolazione.
Intorno all'anno 1000, presumibilmente sul luogo di un precedente tempio romano, venne eretta la chiesa di Santa Maria, di cui ancora oggi rimangono alcuni resti.
Nel XIII secolo partecipò — autonomamente rispetto ai vicini castelli di Barisciano e Poggio Picenze — alla fondazione dell'Aquila ricevendo nel un locale nel quarto di Santa Maria dove edificò nella seconda metà del secolo la chiesa di Santa Maria di Forfona. Con lo spostamento degli abitanti nel locale aquilano, il castello fu dapprima ricompreso nel territorio di Barisciano, quindi scomparve definitivamente già intorno nel XIV secolo.